# Konturenstecker

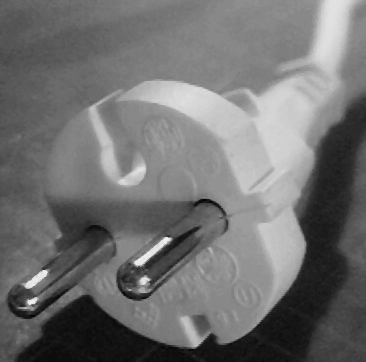
Konturenstecker (CEE 7/17), mechanisch polarisierte Variante

Der Konturenstecker oder Profilstecker (Typbezeichnung: CEE 7/17) wurde entwickelt, um ihn – ähnlich wie den Eurostecker (Typbezeichnung: CEE 7/16) – in vielen Ländern in Europa verwenden zu können. 
Er kommt in Ländern, die das Schuko-System, das CEE 7/5- oder das Typ-K-System verwenden, zum Einsatz, wenn ein Gerät keinen Schutzkontakt benötigt, jedoch einen größeren Strom als 2,5 A (Ampere) braucht, denn der Eurostecker darf nur mit maximal 2,5 A belastet werden.
Die höhere Strombelastbarkeit macht durchgehend in voller Dicke aus leitfähigem Material gefertigte Kontaktstifte notwendig. Die Berührsicherheit beim Einstecken des Steckers in eine Schuko-Steckdose wird durch Materialüberstand sichergestellt. Bei Verwendung einer nicht vertieften Steckdose ergibt sich durch den Materialüberstand ein relativer Schutz. Zum Vergleich: Beim Eurostecker sind die Kontaktstifte so weit isoliert, dass der leitfähige Teil nicht mehr mit dem Finger zu erreichen ist, wenn er die spannungsführenden Kontakte der Steckdose berührt – der in der Isolation liegende Leiter ist aber relativ dünn und der Kontaktanpressdruck relativ gering, weshalb die Strombelastbarkeit vergleichsweise niedrig ist. Der Überstand des Konturensteckers hat Aussparungen, damit der Stecker nicht durch die Schutzkontakte der verschiedenen Steckdosenarten, in die er eingesteckt werden kann, behindert wird. Wird ein Kabel aufgerollt, lässt sich in manchen Fällen der Konturenstecker durch Aufklemmen mit dem tieferen, in ein Kreisloch auslaufenden Schlitz gut über das Kabel stecken und so fixieren.
Typische Anwendungsgebiete des Konturensteckers sind schutzisolierte Geräte mittlerer Leistung, also etwa 500 bis 2000 Watt, wie beispielsweise Haartrockner, Staubsauger oder Bohrmaschinen.

## Eigenschaften

### Mechanische Eigenschaften
Wie der Schuko-Stecker und der CEE 7/5-Stecker besitzt auch der Konturenstecker zwei Kontaktstifte der Länge 19 mm und Dicke 4,8 mm, deren Zentren einen Abstand von 19 mm haben. Um den französischen Erdungsstift aufnehmen zu können, hat der Stecker sowohl etwa 10 mm oberhalb als auch im gleichen Abstand unterhalb der Achse, auf dem die beiden Kontaktstifte liegen, ein Loch, das mit etwa 5 mm etwas größer ist als der besagte Erdungsstift. Zum Steckerrand hin gehen diese Löcher in rechteckige Aussparungen für die Erdungsklemmen über.

### Elektrische Eigenschaften

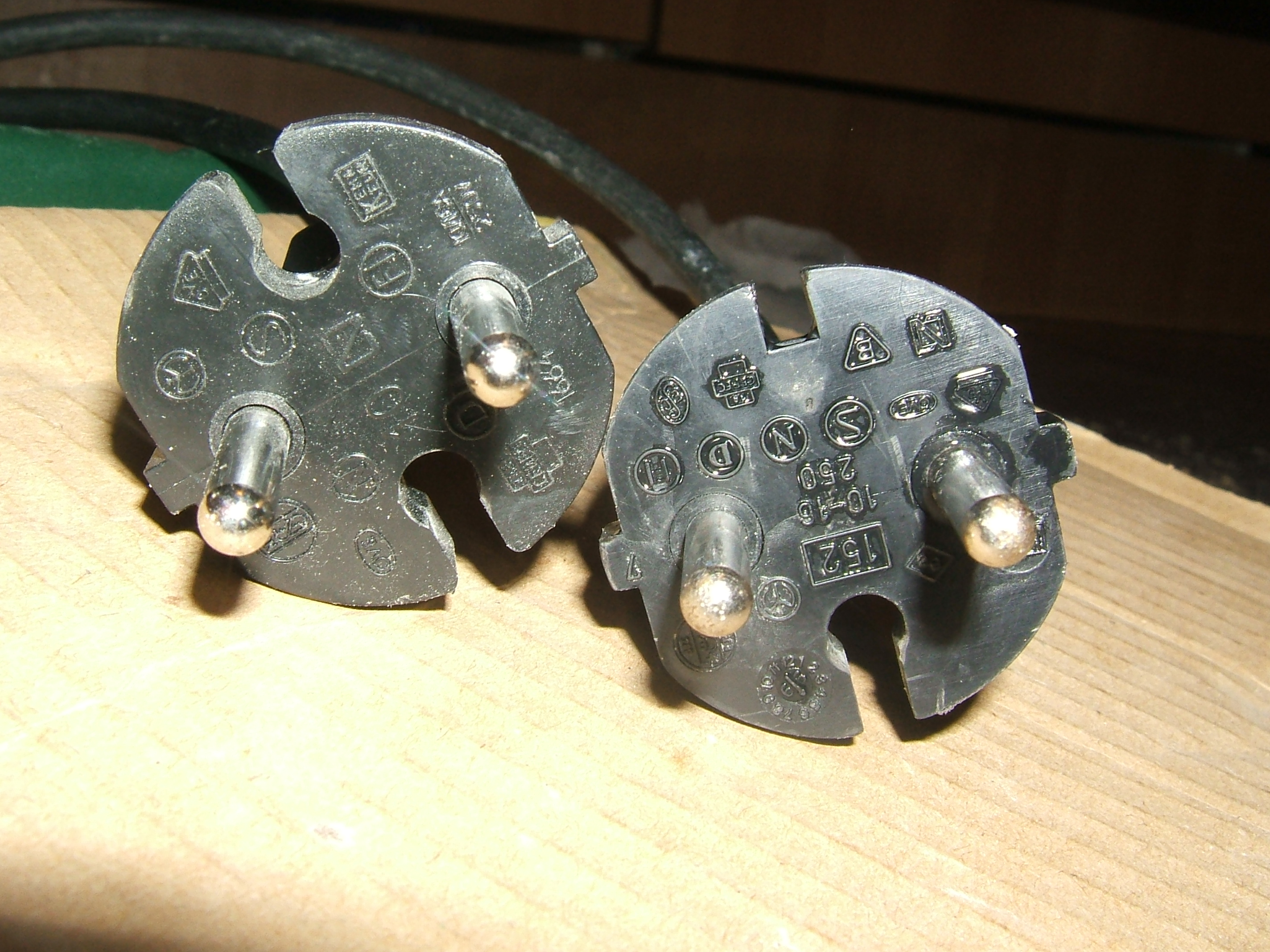
Zwei Konturenstecker. Der linke ist mechanisch nicht verpolungssicher, der Rechte dagegen kann in Steckdosen des Typs CEE 7/5 nur in einer Richtung gesteckt werden.

Der Konturenstecker ist mit Strömen von bis zu 16 A und Spannungen von maximal 250 V belastbar. Hieraus ergibt sich bei der gängigen Netzspannung von 230 V eine maximale Geräteleistung von etwa 3,7 kW. Bedingt durch die beiden Löcher für den einen Erdungsstift für Steckdosen des Typs CEE 7/5, wie sie in Frankreich oder Polen verwendet werden, ist der Stecker weder in Schuko-Steckdosen noch in der mechanisch verpolungssicheren CEE 7/5-Steckdose verpolungssicher einsetzbar. Es existieren Steckervarianten mit nur einem Loch, die allerdings seltener zu finden sind. Diese sind beim Einsatz mit einer CEE 7/5-Steckdose mechanisch verpolungssicher, jedoch existiert nur dann tatsächlich ein Verpolungsschutz, wenn die Normen des jeweiligen Landes bei der Verdrahtung die Polarität vorgeben, was beispielsweise in Polen nicht der Fall ist.

### Südkoreanische Variante
In Südkorea findet eine als KSC 8305 genormte rechteckige Variante des Konturensteckers Verwendung, die bis 16 Ampere belastbar ist. Sie wurde ursprünglich eingeführt, um Steckdosen ohne Schutzleiter zu ermöglichen, die mit mehr als den beim Eurostecker möglichen 2,5 Ampere belastet werden können. Gleichzeitig soll jedoch verhindert werden, dass nicht schutzisolierte Geräte mit Schukostecker an ungeerdeten Steckdosen betrieben werden. Der Stecker ist mit normalen Schukosteckdosen kompatibel, jedoch außerhalb Südkoreas kaum verbreitet.

## Kompatibilität

Verwendbarkeit des CEE-7/17-Steckers

Konturenstecker passen in geerdete Steckdosen des Typs Schuko (u. a. Deutschland, Österreich), CEE 7/5 (u. a. Frankreich, Belgien) und Stecker-Typ K (u. a. Dänemark), sind aber im Gegensatz zum Eurostecker inkompatibel zu Steckdosen des Typs SEV 1011 (Schweiz, Liechtenstein).
Mit Einschränkungen können sie auch mit dem BS-546-System verwendet werden.

### Konturenstecker in Typ-D-Steckdosen
Mechanisch passt der Konturenstecker in diese Steckdosen, jedoch muss darauf geachtet werden, dass diese Steckdosen normalerweise mit 5 Ampere abgesichert werden, der Konturenstecker aber auch für Geräte bis 16 A ausgelegt ist.
Zur kleineren 2-Ampere-Version des BS 546 ist der Stecker nicht kompatibel, da dieser einen kleineren Stiftabstand aufweist.

### Stecker-Typ D 5 A
Die 2-polige Version der 5-Ampere-Version der BS-546-Stecker besitzt zwei Stifte mit einer Dicke von etwa 5 mm und einem Abstand von ungefähr 19 mm. Dieser ähnelt sehr dem Konturenstecker, ist aber in Schukosteckdosen (Typ-F) nicht einsetzbar. Bei den französischen Typ-E-Steckdosen verhindert der Erdungsstift der Steckdose eine Verwendung. Allein in dänischen Steckdosen (Typ-K) könnte dieser passen. Früher gab es in diesen Ländern zweipolige Steckdosen ohne Kontur oder Stift, in die dieser Stecker passte, beziehungsweise es gab vergleichbare Stecker.
Die 3-polige Variante des Typ-D-Steckers hat selbst einen Erdungsstift, der ein Einstecken verhindert.
Die Steckdosen sind heute meist mit 10 bis 16 Ampere abgesichert, während dieser Stecker bis 5 Ampere ausgelegt ist.

### Stecker/Steckdosen Typ M 15 A
Die größere Typ-M-Variante der BS-546-Reihe ist für diese höheren Stromstärken ausgelegt, hat aber einen Stiftabstand von 25,4 mm, ist also mechanisch inkompatibel. Abhilfe schafft ein Adapter.

### Britische Rasierer-Steckdose (Shaver Socket)
In britischen Badezimmern gibt es manchmal einen sogenannten Shaver-Socket für Rasierer und elektrische Zahnbürsten. Dieser besteht aus zwei runden 4-mm-Kontakten im Abstand von 19 mm. Da der Konturenstecker 5-mm-Stifte hat, passt dieser nicht. Auch ist dieser Anschluss über einen Transformator geschaltet und liefert höchstens 1 Ampere ohne Erdung oder Nullung. Meist ist dort auch eine Umschaltung 115 V / 230 V integriert.

### GOST-7396
Das sowjetisch/russische GOST-7396-System ähnelt europäischen ungeerdeten Steckdosen, verwendet aber Kontaktstifte mit einer Dicke von nur 4 mm. Die entsprechenden Löcher in der Steckdose können groß genug für 4,8-mm-Stifte sein, sie müssen es aber nicht. Ein Adapter ist empfehlenswert. Neuinstallationen verwenden Schukosteckdosen oder die mechanisch kompatible ungeerdete Variante (nur in Wohnhäusern). Bei beiden ist kein Adapter mehr erforderlich.
Siehe auch Russische (Sowjet-)Stecker.

### SEV 1011 (Schweiz)
Im Gegensatz zum Eurostecker kann der Konturenstecker aufgrund des Durchmessers der Kontaktstifte nicht in der Schweiz eingesetzt werden, da die Eingangsöffnungen dortiger Dosen gemäß der Norm SEV 1011 eine Breite von 4,5 mm (+0,2 mm) haben, vorgesehen sind sie für Stifte mit einem Durchmesser von 4 mm (±0,06 mm).
Das Schweizer Gegenstück zum Konturenstecker ist der Stecker Typ 11 (bis 10 A) und der Typ 21 (bis 16 A), wobei der zweipolige Typ 21 zu Gunsten des dreipoligen Typ 23 in der Praxis faktisch inexistent ist.